# Hoenkoop
Hoenkoop est une ancienne commune et un hameau situé dans la commune néerlandaise d'Oudewater, dans la province d'Utrecht.

## Histoire
Rattachée à Polsbroek de manière éphémère de 1812 à 1818, Hoenkoop a été une commune indépendante jusqu'au 1er juillet 1970. À cette date, Hoenkoop a été rattaché à la commune d'Oudewater.